# Kim Wigaard

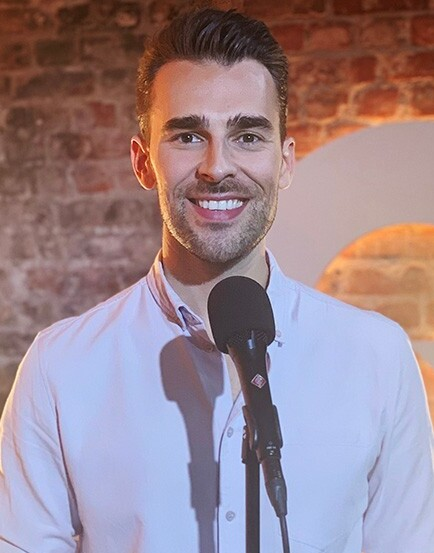
Kim Wigaard, 2020

Kim Wigaard Johansen (* 1988) ist ein norwegischer Sänger und Fernsehmoderator.

## Leben
Wigaard stammt aus Oslo. In seiner Kindheit sang er eine Zeit lang in einem Chor und er lernte Klavier zu spielen. Wigaard studierte an der Norwegischen Musikhochschule, der Kunsthøgskolen i Oslo sowie an der privaten Musikhochschule Manhattan School of Music und erhielt dort unter anderem eine Ausbildung im Bereich Gesang und Operngesang. Nach dem Abschluss seiner Studienzeit in New York City, in der auch als Sänger Off-Broadway tätig war, kehrte er nach Norwegen zurück. Kurz darauf nahm er an der 2016 ausgestrahlten Staffel der Castingshow Idol teil. Dort erreichte er das Halbfinale. Im Jahr darauf nahm er an der norwegischen Version von The Voice teil. Neben seinen Teilnahmen an den beiden Castingshows trat er unter anderem in Musical- und Opernaufführungen auf. Im Jahr 2020 nahm er gemeinsam mit der Sängerin Maria Mohn am Melodi Grand Prix 2020, dem norwegischen Vorentscheid für den Eurovision Song Contest teil. Dort schieden die beiden mit dem Lied Fool for Love im Halbfinale aus. Beim Melodi Grand Prix 2022 schied er mit seinem Lied La Melodia in der Runde der letzten Chance aus.
Seinen größeren Durchbruch hatte er mit der Serie Demenskoret, deren erste Staffel ab Januar 2023 bei NRK ausgestrahlt wurde. In der Serie wird ein Chor mit Demenzpatienten gezeigt, für den Wigaard als Dirigent tätig ist. In der 2024 ausgestrahlten zweiten Staffel übernahm er zudem die Chorleitung. Die Serie gewann im Mai 2023 den Publikumspreis beim norwegischen Fernsehpreis Gullruten und Wigaard wurde für seine Arbeit mit Demenzpatienten unter anderem als Årets Ladejarl ausgezeichnet. Im Oktober 2023 gab er das Buch Musikkens magi – om demenskoret, livsglede og sangens kraft heraus. Im Jahr 2023 moderierte Wigaard eine Staffel der bei TVNorge ausgestrahlten Datingshow Ungkaren, die norwegische Version von The Bachelor. Im Dezember 2024 gewann er die fünfte Staffel der Musikshow Maskorama, in der er als „Stein“ auftrat. Im Mai 2025 konnte er mit Stjernekamp eine weitere Musikshow bei NRK gewinnen.
Wigaard ist auch als Vocal Coach tätig, unter anderem für Marcus & Martinus. Des Weiteren tritt er als Dragqueen auf. Im Jahr 2022 nahm er an der TV 2-Drag-Serie Drag Me Out teil.